# 武田医学賞
武田医学賞（たけだいがくしょう）とは、医学界で顕著な業績を挙げ、優れた貢献を果たした日本人研究者に贈られる賞。創設より1961年までは武田薬品工業が、1963年よりは武田科学振興財団が与えている。

## 概要
1954年に武田薬品工業株式会社の創業 170 周年記念事業の一つとして、「和敬翁」こと5代目武田長兵衞の発意を受け、6代目武田長兵衞により武田医学賞の褒賞事業が始まった。1963年に武田科学振興財団が設立され、移管された。
1963年財団設立以来の武田薬品工業からの寄附金、および1980年に武田彰郎（当時武田薬品工業副社長）により寄贈された同社株式の配当金が基盤になっている。

## 受賞者
- 1954年 久留勝
- 1955年 小川鼎三
- 1956年 平澤興
- 1959年 田宮猛雄
- 1960年 中田瑞穂
- 1961年 戸田忠雄・荻野久作
- 1963年 藤田敏彦・小沢凱夫
- 1964年 暉峻義等・栗山重信
- 1965年 木下良順・尼子富士郎
- 1966年 岡治道・井上硬
- 1967年 福田得志・中川諭
- 1968年 武田勝男・吉松信寶
- 1969年 中沢房吉・中村文雄
- 1970年 木本誠二・榊原仟
- 1971年 原亨・三宅博 (医学者)
- 1972年 西丸和義・藤野恒三郎
- 1973年 釜洞醇太郎・石坂公成
- 1974年 長石忠三・杉村隆
- 1975年 勝木司馬之助・岡田善雄
- 1976年 市川篤二・中村隆 (医学者)
- 1977年 宮崎一郎・大塚正徳
- 1978年 渡邊正毅・山村雄一
- 1979年 長野泰一・荒川雅男
- 1980年 柴田整一・上代淑人
- 1981年 三輪史朗・香川靖雄
- 1982年 梶谷鐶・西塚泰美
- 1983年 石川七郎・垣内史朗・高月清・日沼賴夫
- 1984年 山野俊雄・松尾壽之
- 1985年 豊島久真男・吉田光昭・三好和夫
- 1986年 曲直部壽夫・井村裕夫
- 1987年 川崎富作・中西重忠
- 1988年 本庶佑・岸本忠三・白壁彦夫・市川平三郎
- 1989年 多田啓也・髙久史麿
- 1990年 佐々学・眞崎知生
- 1991年 小澤和惠・寺田雅昭
- 1992年 阿部裕・青木延雄
- 1993年 井形昭弘・岡本宏
- 1994年 荒木淑郎・竹田美文
- 1995年 垂井清一郎・伊東信行
- 1996年 杉田秀夫・小澤鍈二郎・中村祐輔
- 1997年 矢崎義雄・北村幸彦
- 1998年 廣川信隆・堀田凱樹
- 1999年 真弓忠・成宮周
- 2000年 泰江弘文・永井美之
- 2001年 笹月健彦・田中紘一
- 2002年 谷口直之・野本明男
- 2003年 清水孝雄・審良静男
- 2004年 松澤佑次・御子柴克彦
- 2005年 寒川賢治・坂口志文
- 2006年 北村惣一郎・笹川千尋
- 2007年 鍋島陽一・春日雅人・河岡義裕
- 2008年 藤原哲郎・宮園浩平・山中伸弥
- 2009年 中尾一和・田中啓二
- 2010年 西田栄介・間野博行
- 2011年 門脇孝・水島昇
- 2012年 三品昌美・笹井芳樹
- 2013年 坂野仁・米田悦啓
- 2014年 高井義美・長澤丘司・濡木理
- 2015年 稲葉カヨ・渡邊嘉典
- 2016年 豊島近・斎藤通紀
- 2017年 木下タロウ・小川誠司
- 2018年 祖父江元・横山茂之
- 2019年 影山龍一郎・岩井一宏
- 2020年 一條秀憲・宮脇敦史
- 2021年 藤木幸夫・松島綱治
- 2022年 畠山昌則・岡部繁男・竹田潔
- 2023年 上田龍三・後藤由季子
- 2024年 服部信孝・岩田想